# Qantas Founders Outback Museum
Le Qantas Founders Outback Museum est un musée de l'aviation australien, situé à Longreach, petite ville du Queensland.

## Le hangar

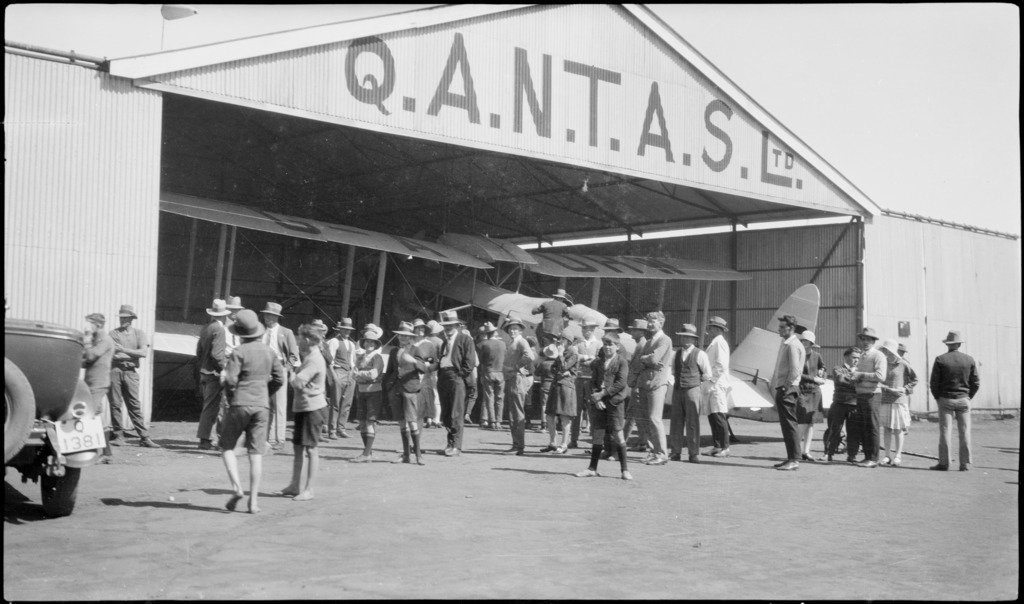
Le hangar en 1929

La société Qantas a été formellement créé en 1920 et a ouvert sa première ligne régulière en 1922, avec deux biplans. Cette même année est construit, à Longreach, un hangar destiné à abriter les appareils. Ce hangar est classé monument historique par le National Trust

## Histoire du musée
En 1988 est créée une fondation chargée de valoriser le patrimoine de Qantas, en reconnaissance de son rôle historique dans le désenclavement de l'outback australien. Cela se traduit par l'ouverture du musée en 1996, dans le hangar historique. Il est complété en 2002 d'un bâtiment supplémentaire, contenant aussi un restaurant, puis en 2020 d'ombrières pour les avions exposés à l'extérieur

## Avions exposés
Le musée possède un exemplaire ou une réplique de chacun des avions qui a marqué l'histoire de Qantas, à savoir, par ordre chronologique : 
- Avro 504 (réplique)
- de Havilland Giant Moth (réplique)
- De Havilland DH.50 (réplique)
- Douglas DC3
- Consolidated PBY Catalina
- Lockheed L-1049 Super Constellation
- Boeing 707-138
- Boeing 747-238B

## Autres collections
Outre les avions, le musée expose des objets liés à l'histoire de la compagnie, comme une galerie d'uniformes.